# Library of Chinese Classics
Die Bibliothek der chinesischen Klassiker / Library of Chinese Classics / Da Zhonghua Wenku (chinesisch 大中华文库) ist eine zweisprachige chinesische Buchreihe.

## Beschreibung der Reihe
Es handelt sich um ein staatlich gefördertes Schlüsselpublikationsprojekt der Volksrepublik China. Zum ersten Mal wurde in China eine breit angelegte systematische und umfangreiche Sammlung ausgewählter klassischer chinesischer Texte zusammen mit Übersetzungen ins Englische und in andere Fremdsprachen vorgelegt. Die Reihe umfasst mehr als hundert repräsentative klassische Werke aus Literatur, Geschichte, Philosophie, Politik, Wirtschaft, Militärwissenschaften, Wissenschaft und Technologie. In vielen Bänden wurde auf bereits vorhandene Übersetzungen zurückgegriffen, einige Werke wurden neu übersetzt. Viele der Werke wurden hiermit zum ersten Mal in einer westlichen Sprache zugänglich. Der Anmerkungsapparat wurde auf das Wesentliche beschränkt.
Nach dem China Internet Information Center (china.com) sind folgende Verlage an dem Projekt beteiligt: Verlag für fremdsprachige Literatur (Beijing), Hunan People’s Publishing House, New World Press, Foreign Language Teaching and Research Press, The Military Science Publishing House, Guangxi Normal University Press, World Publishing Corporation, The Commercial Press, Zhonghua Book Company, Higher Education Press, Liaoning Education Press, Yilin Press, China Press of Traditional Chinese Medicine, Yuelu Publishing House.
In der ersten Phase wurden zahlreiche chinesisch-englische Bände veröffentlicht, seit 2007 auch Werke auf Chinesisch mit Übersetzungen in weitere Fremdsprachen: Deutsch, Französisch, Spanisch, Arabisch, Russisch, Japanisch und Koreanisch.

## Chinesisch–Deutsch
Unter dem Titel Bibliothek der chinesischen Klassiker erschienen auf Chinesisch und Deutsch bislang u. a. folgende Titel:
1. Serie
- Yijing – Buch der Wandlungen (《周易》)
- Gespräche [des Konfuzius] (《论语》)
- Sunzi: Die Kunst des Krieges (《孙子兵法》; Deutsch von Zhong Yingjie und Gregor Kneussel)
- Mong dsï (《孟子》; Richard Wilhelm)
- Zhuang zi (《庄子》; Neuauflage einer Zweitübersetzung: Übertragung der englischen Übersetzung von Victor H. Mair ins Deutsche von Stephan Schuhmacher,[3] jedoch ohne Anmerkungen und Literaturverzeichnis der Erstübersetzung; Victor H. Mair (Übersetzer und Herausgeber): Wandering on the Way. Early Taoist Tales and Parables of Chuang Tzu. Bantam, New York u. a. 1994, ISBN 0-8248-2038-X und Stephan Schuhmacher (Zweitübersetzung): Zhuangzi. Das klassische Buch daoistischer Weisheit. Wolfgang Krüger, Frankfurt am Main 1998, ISBN 3-8105-1259-1.)
- Die Räuber vom Liangschan (《水浒传》)
- Die Pilgerfahrt nach dem Westen (《西游记》; 4 Bände. Johanna Herzfeldt)
- Die drei Reiche (《三国演义》)
- Der Traum der Roten Kammer oder Die Geschichte vom Stein (《红楼梦》; Rainer Schwarz und Martin Woesler).

2. Serie
- Schī-kīng. Das kanonische Liederbuch der Chinesen (《诗经》; Viktor von Strauß)
- Xunzi (《荀子》; Luo Tilun 罗悌伦)
- Chu Ci (《楚辞》; Cheng Mingxiang und Peter Herrmann)
- Aus den Aufzeichnungen des Chronisten (《史记》; Bände 1 und 2: Gregor Kneussel; Band 3: Alexander Saechtig)
- Ausgewählte Prosa der Tang und Song (《唐宋文选》)
- Das Westzimmer (《西厢记》)
- Die Rückkehr der Seele (《牡丹亭》; Vincenz Hundhausen)
- Djin Ping Meh (《金瓶梅》; Otto und Artur Kibat)
- Ausgewählte Geister- und Liebesgeschichten aus dem Liao-dschai Dschi-yi (《聊斋志异》; Gottfried Rösel)

3. Serie
- Der Weg zu den Weißen Wolken – Geschichten aus dem Gelehrtenwald (《儒林外史》; Yang Enlin und Gerhard Schmitt)

## Chinesisch–Englisch
In der Reihenfolge der Innenseite des hinteren Buchumschlags.
- Laozi 老子. Chen Guying 陈鼓应 / Arthur Waley
- Zhuangzi 庄子. Qin Xuqing 秦旭卿 und Sun Yongchang 孙雍长 / Wang Rongpei 汪榕培
- Lunyu 论语 The Analects. Yang Bojun 杨伯峻 / Arthur Waley
- Mengzi 孟子 Mencius. Yang Bojun 杨伯峻 / Zhao Zhentao u. a. 赵甄陶
- Guanzi 管子. Zhai Jiangyue 翟江月 (engl.)

- Liezi 列子. Li Jianguo 李建国 / Liang Xiaopeng 梁晓鹏
- Xunzi 荀子. Zhang Jue 张觉 / John Knoblock
- Lüshi chunqiu 吕氏春秋 Lu’s Spring and Autumn Annals. Zhai Jiangyue 翟江月 (engl.)
- Caigentan 菜根谭 Tending the Roots of Wisdom Jiang Hanzhong 姜汉忠 / Paul White 保罗•怀特
- Yanshi jiaxun 颜氏家训 Admonitions for the Yan Clan / Zong Fuchang 宗福常

- Sunzi bingfa 孙子兵法, Sun Bin bingfa 孙膑兵法 Sunzi: the Art of War and Sun Bin: the Art of War. Lin Wusun 林戊荪 (engl.)
- Wuzi 吴子, Sima Fa 司马法, Wei Liaozi 尉缭子 Wuzi and Sima’s Art of war, Weiliaozi Pan Jiabin 潘家玢 (engl.)
- Liutao 六韬 The Six Principles of War. Nin Songlai 聂送来 (engl.)
- Huangshi gong sanlu 黄石公三路, Tang Taizong Li Weigong wendui唐太宗李卫公问对 Three Strategies of Master Huangshi and Li Weigong Answering the Questions of Emperor Tang Taizong. He Xiaodong 何小东 (engl.)
- Sanguo yanyi 三国演义 Three Kingdoms. Moss Roberts Luo Mushi 罗慕士 (engl.)

- Shuihuzhuan 水浒传 Outlaws of the Marsh. Sidney Shapiro (engl.)
- Xiyouji 西游记 Journey to the West. W. J. F. Jenner (engl.)
- Hongloumeng 红楼梦 A Dream of Red Mansions. Yang Xianyi 杨宪益, Gladys Yang (Dai Naidie)
- Rulin waishi 儒林外史. The Scholars. Yang Xianyi, Gladys Yang  (Dai Naidie) (engl.)
- Fengshen yanyi 封神演义 Creation of the Gods. Gu Zhizhong 顾执中 (engl.)

- Ernü yingxiong zhuan 儿女英雄传 The Tale of Heroic Sons and Daughters. Jia Zhide贾致德 (engl.)
- Soushen ji 搜神记 Anecdotes about Spirits and Immortals. Huang Diming 黄涤明/Ding Wangdao 丁往道 (engl.)
- Jinghua yuan 镜花缘 Flowers in the Mirror. Lin Taiyi 林太乙 (engl.)
- Lao Can youji[4] 老残游记 The Travels of Lao Ts’an［美］哈罗德•沙迪克 Harold Shadick (engl.)
- Tao Yuanming ji 陶渊明集 The Complete Works of Tao Yuanming, Xiong Zhiqi 熊治祁 / Wang Rongpei 汪榕培 / (engl.)
- Xixiangji 西厢记  Romance of the Western Bower. Xu Yuanchong 许渊冲(engl.)
- Mudan ting 牡丹亭. 汪榕培 英译 The Peony Pavilion. Wang Rongpei (engl.)
- Changsheng dian 长生殿 The Palace of Eternal Youth. Yang Xianyi, Gladys Yang (Dai Naidie) (engl.)
- Guan Hanqing Zaju xian 关汉卿杂剧选. Selected Plays of Guan Hanqing. Yang Xianyi, Gladys Yang (Dai Naidie) (engl.)
- Handan ji 邯郸记 The Handan Dream. Wang Rongpei 汪榕培 (engl.)

- Wenxin diaolong 文心雕龙今译 Dragon-Carving and the Literary Mind. Zhou Zhenfu 周振甫, Yang Guobin 杨国斌(engl.)
- Huangdi neijing Suowen 黄帝内经 素问 Yellow Emperor’s Canon of Medicine-Plain Conversation. Li Zhaoguo 李照国, Liu Xiru 刘希茹 u. a.
- Shangjunshu 商君书 The Book of Lord Shang
- Chuke pai'an jingqi 初刻拍案惊奇 Amazing Tales (Vol.1)

- Erke pai'an jingqi 二刻拍案惊奇 Amazing Tales (Vol.2)
- Mozi 墨子 Mozi
- Chuci 楚辞 The Verse of Chu
- Siyuan baojian 四元玉鉴 Jade Mirror of the Four Unknowns
- Tangshi sanbai shou 唐诗三百首 300 Tang Poems

- Songci sanbai shou 宋词三百首 300 Song Poems
- Yuanqu sanbai shou 元曲三百首 300 Pieces of Yuan Opera
- Fusheng liuji 浮生六记. Six Records of a Floating Life
- Xinbian qianjia shi 新编千家诗 Gems of classical Chinese Poetry
- Ruan Ji shi xuan 阮籍诗选 The Poems of Ruan Ji

- Nanke ji 南柯记 A Dream under the Southern Bough
- Han Wei Liuchao xiaoshuo xuan  汉魏六朝小说选 Selected Tales of the Han, Wei and Six Dynasties Periods
- Han Wei Liuchao shi sanbai shou 汉魏六朝诗三百首 300 poems of the Han, the Wei and the Six Dynasties
- Huangdi sijing 黄帝四经 Yellow Emperor’s Four Canons of Medicine
- Shiji xuan 史记选 Selections from Records of the Historian

- Taiping guangji xuan 太平广记选 Anthology of Tales from Records of the Taiping Era
- Liaozhai zhiyi xuan 聊斋志异选 Selection from Strange Tales from the Liaozhai Studio
- Zhongguo gudai yuyan xuan 中国古代寓言选 Ancient Chinese Fables
- Tangdai zhuanqi xuan 唐代传奇选 Selected Tang Dynasty Stories
- Song-Ming pinghua xuan 宋明平话选 Selected Chinese Stories of the Song and Ming Dynasties, (Ming)Feng Menglong 冯梦龙 (Ming) Ling Mengchu 凌濛初, Yang Xianyi 杨宪益, Dai Naidie 戴乃迭

- Jinpingmei 金瓶梅 The Golden Lotus
- Zhanguo ce 战国策 Records on the Warring States Period
- Li Bai shi xuan 李白诗选 Selected Poems of Li Bai
- Su Shi shi ci xuan 苏轼诗词选 Selected Poems of Su Shi
- Shishuo xinyu 世说新语 A New Account of Tales of the World

- Renwu zhi 人物志 The Classified Characters and Political Abilities. Liu Shao 刘邵 (Wei-Dynastie), ins Englische übersetzt von Luo Yinghuan 罗应焕, in modernes Chinesisch von Fu Junlian 伏俊琏
- Luoyang Jialan Ji 洛阳伽蓝记
- Yu shi ming yan 喩世明言 Stories Old and New, Feng Menglong 冯梦龙, übers. Shuhui Yang 杨曙辉, Yunqin Yang 杨韵琴
- Taibai yinjing 太白阴经
- Shanghan lun 伤寒论 Treatise on Febrile. Kompiliert von Zhang Zhongjing 张仲景, Östliche Han-Dynastie, ins Englische übersetzt von Luo Xiwen 罗希文
- Jingui yaolüe 金匮要略 Synopsis of Prescriptions of the Golden Chamber. Kompiliert von Zhang Zhongjing, Östliche Han-Dynastie, ins Englische übersetzt von Luo Xiwen